# Miguel Antonio Salas Salas
Monsenhor Miguel Antonio Salas Salas CJM (Jauregui, 29 de setembro de 1915 — San Cristóbal, 30 de outubro de 2003) foi prelado venezuelano da Igreja Católica Romana e religioso professo da Congregação de Jesus e Maria, o primeiro da Venezuela. Foi bispo da então Diocese de Calabozo, entre 1961 e 1979, e arcebispo de Mérida, de 1979 até sua morte.

## Biografia
Nasceu na aldeia Sabana Grande, então pertencente à povoação de La Grita, estado de Táchira. Seus pais eram primos-irmãos e originários da mesma aldeia: Juana Salas Contreras de Salas (1883-1952) e Francisco Antonio Salas González (†1949), agricultor e comerciante. Teve cinco irmãos: Alejandrina, Severiano, José Domingo, Horacio e Cármen.
Foi batizado três dias após seu nascimento, em 2 de outubro de 1915, na Igreja Paroquial Nossa Senhora dos Anjos, pelo pároco Pe. Acacio Chacón Guerra. Curiosamente, este, que viria ser o segundo arcebispo da Arquidiocese de Mérida, batizou aquele que seria o quinto.
Aos sete anos, iniciou o curso primário na Escola Pública de Sabana Grande. Aos domingos, acompanhava os pais à missa em La Grita e angariou a simpatia do Pe. José Antonio Sánchez, que admirava sua dedicação aos estudos. Em 1931, num momento em que Salas não tinha condições financeiras para dar prosseguimento aos seus estudos, Pe. Sánchez convidou-o a morar consigo em Ejido, Mérida, de cuja igreja matriz fora designado cura, para que pudesse ajudá-lo a estudar. Salas viveu com o Pe. Sánchez durante dois anos.
Em 4 de fevereiro de 1934, aos 18 anos, Salas ingressou no juniorado de Kermaría, da Congregação de Jesus e Maria, onde estudou humanidades e a espiritualidade de São João Eudes. Em 1936, transferiu-se para o Seminário de Valmaría, dos Padres Eudistas, no bairro de Usaquén, em Bogotá, Colômbia, onde cumpriu o noviciado e estudou filosofia. Professou oficialmente na Congregação de Jesus e Maria em 8 de março de 1940, tornando-se o primeiro eudista venezuelano. Cursou teologia na Pontifícia Universidade Javeriana, onde também obteve licenciatura em Teologia Sagrada.

### Presbiterado
Recebeu a ordenação presbiteral na capela do Seminário de Valmaría em 24 de março de 1943, das mãos do Monsenhor Frei Luis Andrade Valderrama, OFM, bispo-auxiliar de Bogotá. Foi então enviado como parte da equipe de formadores e professor ao Seminário de Santa Rosa de Osos, Antiquia, Colômbia, onde esteve entre 1944 e 1945.
A partir de 1946, retornou à Venezuela, enviado como parte da equipe sacerdotal ao Seminário de San Cristóbal. Ali viveu um período de turbulência, entre 1945 e 1948, na qual a Igreja entrou em oposição à política de cerceamento do governo à educação privada. Tanto o bispo, Monsenhor Rafael Ignacio Arias Blanco, como o reitor do seminário, Pe. Lorenzo Yvon, CJM, viram-se na obrigação de levar os seminaristas às ruas para protestar contra o decreto que afetava as escolas católicas. Em 1948 e por um sexênio, Pe. Salas substituiu ao Pe. Yvon na reitoria do seminário. Consolidou-se então uma amizade com o bispo Arias, a quem apoiou no projeto de abrir um seminário maior. Até então o único existente no país era o de Caracas. Os seminaristas maiores de San Cristóbal distribuíam-se entre Pamplona, Santiago do Chile e Caracas. A partir de 1950, coincidindo com o Ano Santo, o Seminário de San Cristóbal converteu-se no segundo seminário maior da Venezuela. Às aulas de história nacional e de literatura, somaram-se as de teologia dogmática, nas quais se distinguia o novo reitor.
Em 1952, Dom Rafael Arias foi transferido para Caracas como arcebispo coadjutor. Diversas circunstâncias, entre as quais a de que os padres jesuítas tinham a seu cargo a nascente universidade católica e o seminário, levaram-no a considerar que era melhor que a Companhia de Jesus se dedicassem mais à universidade nascente e que outros assumissem o seminário, voltando-se para os Padres Eudistas, a quem conhecia e admirava desde seu bispado em San Cristóbal. E convidou ao Pe. Salas a assumir a reitoria daquela casa de formação. De 1954 a 1960, Salas esteve à frente do Seminário Interdiocesano de Caracas com uma equipe de sacerdotes eudistas colombianos, franceses, canadenses e venezuelanos, além dele, os padres Helímenas de Jesús Rojo Paredes e Antonio Monsalve. Ali conservou sua cadeira de teologia dogmática.
Nos anos de 1959 e 1960, surgiu em Caracas a guerrilha urbana promovida por grupos extremistas marxistas motivados pelo êxito da Revolução Cubana. Vários golpes de Estado tentaram derrubar o governo de Rómulo Betancout (1958-1963). Eram frequentes o confronto entre os insurretos e as forças policiais nas vizinhanças do seminário. Salas aproveitou a ocasião para organizar uma série de palestas e de cursos intensivos sobre doutrina social da Igreja, marxismo, espiritualidade sacerdotal, catequese e práticas de serviço social nos bairros próximos ao seminário.

### Episcopado
Ao fim de seu mandato reitoral, em julho de 1960, Salas teve soube de sua provável nomeação episcopal. Era vigente o patronato eclesiástico herdado do período colonial e os candidatos eram discutidos publicamente no Congresso Nacional. Os bispos nomeados eram obrigados a jurar fidelidade à constituição e às leis, assunto polêmico que criou muitos problemas ao longo da história republicana da Venezuela. Para não ter que fazê-lo ante o Executivo, Salas decidiu ir à França, pois os eudistas de sua geração dominavam o idioma francês, para estudar no Instituto Católico de Paris. Assim, podia fazer o juramento na Embaixada, de foram privada e com restrição mental, como ensinavam os estudiosos do tema.
Em dezembro de 1960, fez-se pública sua nomeação oficial e canônica. O Papa João XXIII designou-o sexto bispo de Calabozo. De Paris, Salas locomoveu-se para Roma, onde se encontrava o recém-nomeado primeiro cardeal venezuelano, José Humberto Quintero Parra, que conferiu-lhe a ordenação episcopal em 2 de fevereiro de 1961, em sua igreja titular de São Gregório Magno no Monte Celio, muito perto da casa geral dos padres eudistas. Serviram como co-consagrantes os bispos Giuseppe Misuraca, núncio-emérito da Venezuela, e Ramón Isidro Lizardi, bispo-auxiliar de Arquidiocese de Caracas. Tomou como lema: Imple Superna Gratia, retirada do hino Veni Creator Spiritus.
Retornou à Venezuela alguns dias depois, em companhia do cardeal Quintero, e tomou posse de sua diocese em 21 de março. Sua primeira preocupação foi conhecer a extensa diocese que abrangia todo o Estado do Guárico e algumas cidades barinesas. Visitou todas as paróquias, instituições públicas e privadas, em particular, liceus e escolas e campos remotos.
Em dezoito anos de intenso trabalho episcopal, conquistou o coração dos guariquenhos por sua dedicação intensa à obra de evangelização. Primeiramente, colocou em prática as decisões do Concílio Vaticano II, cujas sessões participou de quase todas. Promoveu palestras e encontros para padres, religiosos e leigos, para que se conhecesse o espírito das reformas conciliares. Criou paróquias na medida em que alcançou obter padres da OCSHA e da obra Fidei Donum na Itália, mas especialmente no promoção das vocações sacerdotais nativas. Tentou fornecer párocos para todas as cidades de sua diocese. Daí sua preocupação com o desenvolvimento do Seminário que passou dos Padres Paulinos, que o dirigiram desde os anos 30 do século XX, ao clero diocesano, sendo ele, nos primeiros momentos, quem atuou como reitor máximo para orientar o padres que ele colocou à frente do mesmo. Por vários anos, este seminário menor abrigou estudantes das dioceses de Maracay, San Fernando, Vicariato de Caroní e Calabozo.
O apoio às comunidades religiosas existentes na diocese, tanto aquelas dedicadas à educação quanto à pastoral direta, e a busca de novas fundações para servir comunidades remotas é outro traço característico de seu zelo pastoral. Também deu suporte ao apostolado secular: os Cursilhos de Cristandade, a Legião de Maria e as irmandades tradicionais tiveram nele um promotor permanente. Na ordem dos bens materiais, o cuidado e valorização do patrimônio edificado artístico religioso é evidente nas igrejas restauradas, nos novos edifícios de templos e casas paroquiais dado o crescimento populacional, as capelas em centros povoados menores e a oferta ao Seminário de ampliações e recursos próprios com aquisição de parcela para o cultivo de arroz e o plantio de árvores frutíferas.
Em 20 de agosto de 1979, o Papa João Paulo II nomeou-o quinto arcebispo de Mérida, tomando posse em 15 de setembro seguinte, festa de Nossa Senhora das Dores, devoção a qual tinha um carinho particular por ser a padroeira de sua igreja nativa.
A Arquidiocese de Mérida tem relevância particular no campo civil e eclesiástico. No primeiro, pela presença na cidade
capital da Universidade dos Andes, um dos centros de ensino superior de qualidade no país, e por ser uma região muito produtiva no setor agropecuário. No segundo, além de ser chefe de uma província eclesiástica, Mérida tinha um importante seminário menor e maior, numerosas vocações sacerdotais e religiosas, e por uma série de obras, especialmente no campo da educação e assistencial, que lhe conferem renome e prestígio.
Salas ocupou-se imediatamente com a reorganização do seminário menor com perspectiva de reabrir o maior em alguns anos. Procurou sua congregação para que lhe enviasse padres para completar a equipe de formadores. Em 1983, reabriu o seminário maior, o qual havia fechado fazia mais de vinte anos. Em 1985, a visita do Papa João Paulo II impulsionou seus trabalhos. O seminário cresceu em número e qualidade. Abriram-se várias casas de formação de religiosos e criou o Centro de Formação Juan Pablo II para religiosos e leigos, na modalidade dupla presencial e à distância.
Fez visitas pastorais a todas as regiões de sua arquidiocese, esforçando-se para chegar às localidades mais remotas de toda as formas possíveis, inclusive no lombo de mulas. Nas terras ao sul do Lago de Maracaibo criou novas paróquias e preparou o
caminho para a criação da futura Diocese de El Vigía-San Carlos del Zulia.
Em 1982, fundou a Televisora Andina de Mérida (TAM), para evangelização e catequese, sendo a primeira emissora regional de televisão do país. Promoveu a renovação da imprensa católica com a aquisição de maquinários modernos para o jornal El Vigilante, em 1985. Criou a cátedra livre João Paulo II no Universidade dos Andes para o diálogo entre fé e ciência.
Ao completar 75 anos de idade, em 1990, segundo a disposição canônica, Mons. Salas apresentou seu pedido de renúncia ao governo arquidiocesano à Santa Sé. Em seu último ano, visitou cada uma de suas comunidades para despedir-se e animá-las a dar continuidade ao seus trabalhos. Entregou o cargo em 5 de dezembro de 1991 ao sucessor nomeado, seu bispo-auxiliar e grande amigo Baltazar Enrique Porras Cardozo, a quem conheceu seminarista em Caracas, ordenou presbítero e foi co-consagrante em sua ordenação episcopal.

### Emérito
Decidiu voltar à casa de seus pais, vivendo em companhia de sua irmã Cármen e os filhos desta, na pequena praça que se estende em frente à Igreja de Nossa Senhora das Dores em Sabana Grande. Como cura de aldeia, dedicou-se a atender as três capelas do vale: Sabana Grande, Venegara e Llano Largo; a comunidade das Irmãs Dominicanas do Colégio Santa Rosa de Lima e o Ancianato São José das Irmãs Carmelitas de La Grita; as Irmãs Adoradoras; e os alunos da Instituição localizada no páramo de Los Mirtos e em El Zumbador. Visitava semanalmente a Escola de La Pradera e de Sabana Grande para dar pessoalmente o catecismo às crianças e animar as catequistas.
Além do trabalho pastoral, ele queria reformar a igreja de sua aldeia. Sua sobrinha Aura María Omaña de Méndez, arquiteta, dirigiu as obras. Colocou seus rendimentos escassos para pagar materiais e trabalhadores, recebendo também contribuições de conterrâneos e de amigos. A primeira capela que existiu em Sabana Grande foi construída em 1848, de madeira rústica, sem polimento, com púlpito e coro. Estava localizada entre a casa paroquial e a igreja atual, dedicada a Nossa Senhora das Dores. Segundo os dados das pessoas mais antigas, sua construção teve início em 1921 e foi concluída em 1930.
Em julho de 1994, como um reconhecimento por sua dedicação, vocação de serviço e vida exemplar, o autoridades do Estado de Táchira elevaram a paróquia civil Monsenhor Miguel Antonio Salas, os territórios de Sabana Grande, Venegara e Llano Largo. Em 1995, em comemoração aos seus 52 anos de sacerdócio e 80 de vida, a Prefeitura do Município de Jáuregui colocou um busto de sua pessoa na Praça Bolívar de Sabana Grande.

### Morte
Viajava ocasionalmente a Mérida, para pregar exercícios espirituais aos seminaristas, presidir celebrações, confirmações, ordenações, visitas pastorais em algumas cidades, ou para visitar velhos amigos ou ver médicos. Por ocasião de seus sessenta anos de sacerdócio, em 2003, esteve pela última vez em várias freguesias meridenhas. Os Padres Eudistas queriam partilhar com ele esta efeméride, uma vez que Salas foi o primeiro eudista venezuelano. Em 21 de outubro, quando viajava de volta à sua casa, a poucos minutos de San Cristóbal, em San Rafael del Piñal, foi vítima de um acidente de trânsito. Numa virada brusca de seu motorista, como ia dormindo, foi disparado pela janela do veículo, sofrendo grave concussão no crânio. Levado imediatamente ao Hospital Central de San Cristóbal, foi socorrido pelos médicos, cujos esforços, no entanto foram inúteis. Em seus últimos dias, murmurava orações e delirava sobre os compromissos pendentes em sua aldeia. Enfim, faleceu em 30 de outubro de 2003.
Suas exéquias foram concorridas, e seu cortejo fúnebre percorreu 300 km, desde San Cristóbal, La Grita, Venegara, Sabana Grande, Llano Largo, Pueblo Encima, Bailadores, La Playa, Tovar, Santa Cruz de Mora, Chiguará, Lagunillas, San Juan de Lagunillas, Ejido e Mérida. Atualmente, seus restos mortais repousam na cripta da Catedral de Mérida. Ao tempo de sua morte, seus conterrâneos pediram permissão para guardar seu coração, o qual, por quase vinte anos, repousava numa pequena capela na ala lateral esquerda da Igreja de Nossa Senhora da Dores em Sabana Grande. Em 2021, no entanto, ao ser constatado que estava se deteriorando, ele foi levado para Mérida, a fim de ser preservado. Sua entronização na cripta da catedral meridenha ocorreu numa missa solene em ação de graças pelo 106 anos de seu nascimento, cerimônia esta presidida pelos bispos cardeal Baltazar Porras e Mons. Luis Enrique Rojas Ruiz.

### Servo de Deus
Em 29 de outubro de 2014, Monsenhor Baltazar Porras decretou o a celebração do centenário de nascimento de Monsenhor Salas, ação esta que serviu de preâmbulo para a abertura da causa que busca provar as virtudes heróicas e assim alcançar que seja proclamado beato e posteriormente santo pela Congregação para a Causa dos Santos da Santa Sé. A abertura do processo se deu em 30 de outubro do ano seguinte, com missa solene na Catedral de Mérida, em comemoração aos 12 anos de sua páscoa.
Foi designada como postuladora da causa em Roma a Dra. Silvia Correale e como vice-postulador em Mérida o Pe. Javier Muñoz.